# 风萧瑟
《风萧瑟》 （匈牙利語：Csak a szél）是一部2012年匈牙利电影，导演为本尼德克·菲利格夫。
影片取材于2008年至2009年匈牙利真实发生的種族谋杀案，16個羅姆人家庭遭到汽油彈攻擊與射殺，本片取其背景而並非改編自真實故事。影片获得了第62屆柏林電影節評審團大獎銀熊獎。

## 剧情
一个小镇上的一户吉普赛人被杀了，而凶手却还没有被抓到。因此住在不远处的另外一户吉普赛家庭对于这个谋杀案和凶手感到非常恐惧。远在加拿大的丈夫要求他的妻子、父亲和儿子尽快赶赴加拿大与他团聚。生活在恐惧中的这家人感受到了周围人的冷漠，而他们必须熬过这个凶杀案之后的那一整天。晚上他们将床拼在一起来保护自己。

## 演员
- Lajos Sárkány
- Katalin Toldi
- Gyöngyi Lendvai
- György Toldi